# Germán Pezzella
Germán Alejo Pezzella (Bahía Blanca, Buenos Aires; 27 de junio de 1991) es un futbolista argentino que se desempeña como defensor en el Club Atlético River Plate de la Primera División de Argentina.

## Trayectoria

### Comienzos
Se inició futbolísticamente en las divisiones inferiores del Club Juventud Unida de Algarrobo, partido de Villarino, Provincia de Buenos Aires. Fue conocido junto a su hermano (Bruno Pezzella, exjugador de Santamarina de la B Nacional de Argentina) en la ciudad costera de tandil con el apodo de "Los hermanos Rubertu Carlus", haciendo alusión a su velocidad de juego. Estuvo en las inferiores de clubes como Kilómetro Cinco y Juventud Unida de Algarrobo. Luego continuó en inferiores del Club Olimpo de Bahía Blanca en novena y octava por pedido del coordinador de juveniles Gustavo Echaniz quien lo llevó al club bahiense.
Llegó al Club Atlético River Plate desde Club Atlético Liniers de Bahía Blanca. Tuvo un buen rendimiento en la Reserva y en 2009, Pipo Gorosito, entonces director técnico de River, lo llevó a la pretemporada en Canadá donde se enfrentó a equipos como Toronto FC, Montreal Impact y Everton Football Club de Inglaterra.
Fue al banco en el partido frente a Huracán por el Torneo Apertura 2009. Luego fue convocado por Leonardo Astrada para jugar el Torneo Triangular de Salta 2010, donde fue titular frente a Racing Club en un resultado que terminó 2-1 a favor de Racing, también disputó el encuentro frente Independiente en otra derrota pero esta vez por 3-2. En 2010 Ángel Cappa lo solicitó para que viajara a Salta y comenzar la pretemporada junto a su club.

### C. A. River Plate
Debutó en 2011 en un partido correspondiente a la Copa Argentina 2011-12 contra Defensores de Belgrano en los 32.vos de final haciendo dupla con Ramiro Funes Mori en la victoria 1-0 de su equipo. Luego en los 16.vos de final frente a Sportivo Belgrano volvió a ser titular en otra victoria por 2-0.
Le llegó la oportunidad de jugar por el campeonato en el empate 0-0 frente a Quilmes. Al final de la temporada River Plate consiguió el objetivo de ascender a primera división al ser campeón de la Primera B Nacional 2011-12.
Fue titular por primera vez en la Primera División en la quinta fecha del Torneo Inicial 2012 frente a Colón de Santa Fe haciendo dupla defensiva con Jonatan Maidana. El partido terminaría 1-1 donde agónicamente, marcaría su primer gol en River Plate para darle el empate al Millonario. Disputó su primer Superclásico frente a Boca Juniors en la decimosegunda fecha en el empate 2-2. En la decimoquinta fecha contra Atlético de Rafaela a los 13 minutos de juego, sufrió una rotura de ligamento cruzado anterior de la rodilla derecha que lo dejó 6 meses sin poder jugar. El segundo gol suyo llegaría en la Superfinal 2014 frente a San Lorenzo de Almagro en la victoria de su equipo por 1-0. Luego volvería a marcarle a Godoy Cruz, esta vez por Copa Sudamericana 2014 en el partido de ida de la segunda fase, con triunfo de su equipo por 1-0. En la décima fecha del Torneo Transición 2014, en un clásico contra Boca Juniors, que será recordado por lo difícil de jugar debido a una muy fuerte lluvia que azotó durante el día y todo el partido al campo de juego, ingresó a los 30 minutos del segundo tiempo, por Carlos Sánchez, y 3 minutos más tarde, marcó el gol del empate definitivo, tras un rebote cedido por el arquero xeneize Agustín Orión, producto de un buen cabezazo propio gracias al centro certero de Ramiro Funes Mori. En la vuelta de la final de la Copa Sudamericana, marcó un gol de cabeza, tras un córner ejecutado por Leonardo Pisculichi, siendo el segundo gol de su equipo para el definitorio 2-0 para que River Plate sea campeón de dicho torneo.

### Real Betis
En 2015 fue traspasado al Real Betis por 2 250 000 € (50% pase) de cara a su vuelta a la Primera División. Al finalizar la temporada 2016/17, Pezzella renovó por un año más con el equipo.

### AFC Fiorentina
En agosto de 2017, Pezzella marchó cedido por Real Betis por un año con una opción de compra de 11 millones de euros. Al finalizar este periodo de cesión, la Fiore contrató al jugador. Permaneció en el equipo italiano cuatro temporadas en las que jugó 131 partidos.
El 14 de marzo de 2020 se confirmó que Pezzella había dado positivo por COVID-19, siendo uno de los primeros jugadores contagiados tras el inicio de la pandemia. El futbolista confirmó horas más tarde de la noticia, por intermedio de sus redes sociales, que se encontraba «en su casa, siguiendo con los procedimientos indicados por el departamento de sanidad de su club». El 5 de abril se confirmó que había dado negativo en sus últimos exámenes, por lo que logró superar la enfermedad.

### Vuelta al Real Betis
En agosto de 2021, firmó por segunda vez por el Real Betis. En su primera campaña de esta segunda etapa, con Manuel Pellegrini como entrenador, obtuvo la Copa del Rey y el equipo se clasificó para la Europa League.

### Regreso a River Plate
El 5 de agosto de 2024, Pezzella firmó su contrato con el equipo que debutó hasta el 31 de diciembre de 2027. River Plate pagó su cláusula de salida en una cifra de 4 000 000 €.

El 9 de agosto de 2025 en un partido de liga contra Club Atlético Independiente sufrió una rotura del ligamento cruzado anterior de la rodilla izquierda, por lo que estaría 8 meses fuera de las canchas.

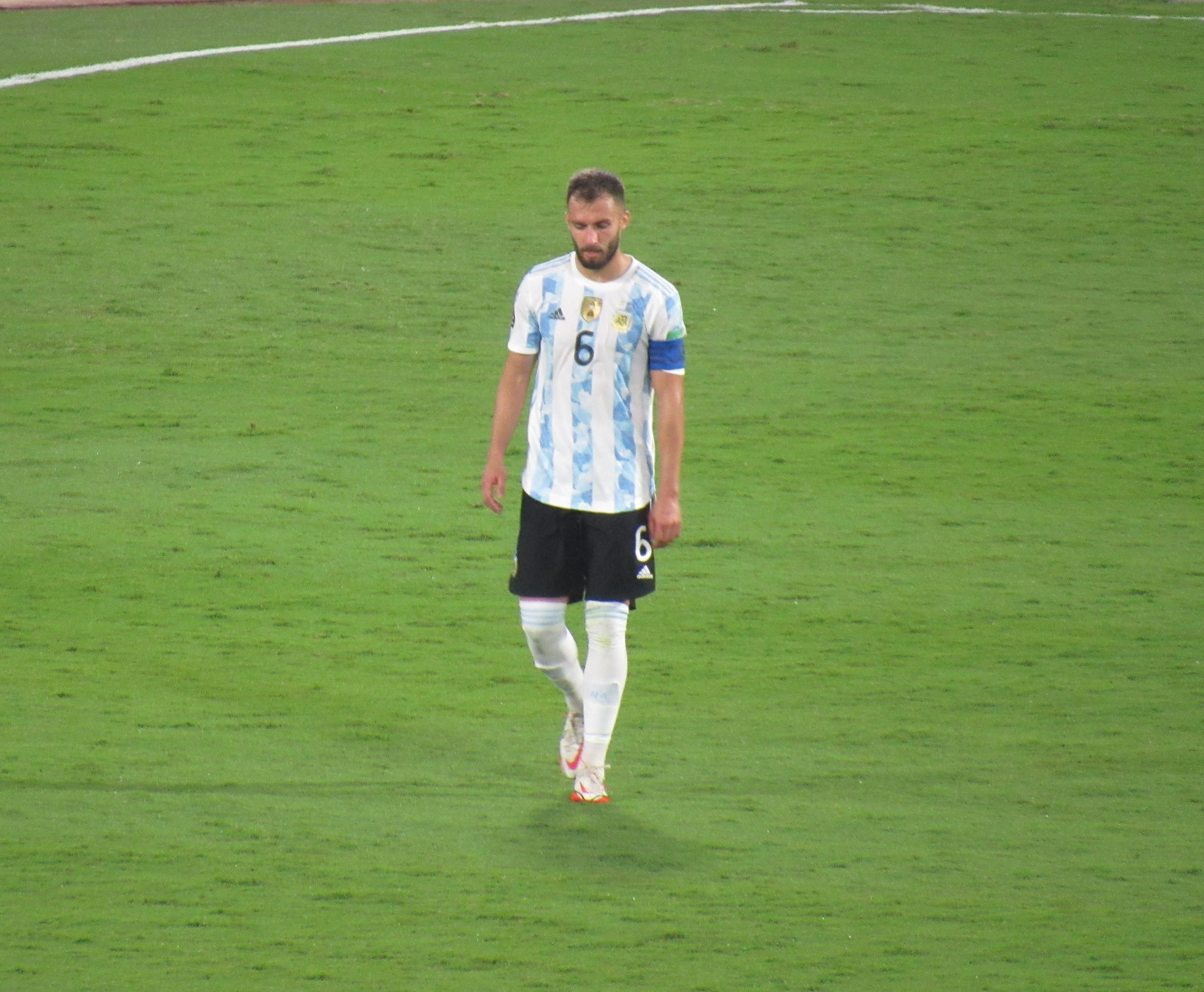
Pezzella siendo capitán de la Selección Argentina frente a Colombia por las eliminatorias rumbo a Catar 2022

### Sub-20
Disputó el Torneo Esperanzas de Toulon en 2009, donde Argentina terminaría en el tercer puesto. Fue convocado como sparring por el entrenador de la selección argentina sub-20, Sergio Batista, como apoyo del trabajo táctico que tuvo la selección argentina de Diego Maradona en el Mundial de Sudáfrica 2010.
El 4 de enero de 2011 fue incluido en la lista final que afrontó el Campeonato Sudamericano Sub-20 de 2011 donde Argentina terminaría con el tercer puesto. Disputó el Mundial Sub-20 de 2011 donde la selección quedó eliminada en los cuartos de final.
También disputó los Juegos Panamericanos de 2011, donde marcó 2 goles, uno frente a Costa Rica en la victoria 3-0 y otro frente a Uruguay en la victoria 1-0. Argentina perdería la final 1-0 con México quedando así subcampeón del torneo.

### Selección Mayor
Pezzella fue convocado por primera vez a la selección mayor en noviembre de 2017 por Jorge Sampaoli, para disputar los partidos pactados en la doble fecha FIFA contra las selecciones de Rusia y Nigeria, ambos como jugador titular, aunque no sería tenido en cuenta para los próximos amistosos de la Argentina en la primera mitad de 2018 y terminaría siendo desafectado de la lista de jugadores que disputarían el Mundial de Rusia.
En septiembre de 2018 fue convocado nuevamente, aunque en esta ocasión fue llamado por Lionel Scaloni, el nuevo entrenador de la selección que tomó el cargo en calidad de interino luego de la renuncia de Sampaoli tras la temprana salida de la Argentina en octavos de final ante Francia durante el Mundial de Rusia. Pezzella marcaría su primer gol con la selección absoluta en un partido ante la selección iraquí, en un resultado que terminaría 4-0 a favor de Argentina.

### Participaciones en fases finales
| Torneo                           | Sede           | Resultado        | Partidos | Goles |
| -------------------------------- | -------------- | ---------------- | -------- | ----- |
| Torneo Esperanzas de Toulon 2009 | Francia        | Tercer puesto    | 4        | 0     |
| Sudamericano Sub-20 2011         | Perú           | Tercer puesto    | 8        | 0     |
| Copa Mundial Sub-20 2011         | Colombia       | Cuartos de final | 3        | 0     |
| Juegos Panamericanos de 2011     | México         | Medalla de plata | 5        | 2     |
| Copa América 2019                | Brasil         | Tercer puesto    | 6        | 0     |
| Copa América 2021                | Brasil         | Campeón          | 6        | 0     |
| Copa de Campeones Conmebol-UEFA  | Inglaterra     | Campeón          | 1        | 0     |
| Copa Mundial 2022                | Catar          | Campeón          | 3        | 0     |
| Copa América 2024                | Estados Unidos | Campeón          | 1        | 0     |
| Total                            | Total          | Total            | 36       | 2     |

### Goles internacionales
| # | Fecha                 | Lugar                                  | Rival     | Gol   | Resultado | Competición |
| - | --------------------- | -------------------------------------- | --------- | ----- | --------- | ----------- |
| 1 | 11 de octubre de 2018 | Estadio Rey Fahd, Arabia Saudí         | Irak      | 3 - 0 | 4 - 0     | Amistoso    |
| 2 | 13 de octubre de 2019 | Estadio Manuel Martínez Valero, España | Ecuador   | 4 - 1 | 6 - 1     | Amistoso    |
| 3 | 15 de junio de 2023   | Estadio de los Trabajadores, China     | Australia | 2 - 0 | 2 - 0     | Amistoso    |

## Estadísticas

### Clubes
Actualizado al último partido disputado el 2 de agosto de 2025.
| Club | Div.            | Temporada       | Liga  | Liga  | Liga   | Copas nacionales(1) | Copas nacionales(1) | Copas nacionales(1) | Torneos internacionales(2) | Torneos internacionales(2) | Torneos internacionales(2) | Total | Total | Total  |
| Club | Div.            | Temporada       | Part. | Goles | Asist. | Part.               | Goles               | Asist.              | Part.                      | Goles                      | Asist.                     | Part. | Goles | Asist. |
| --- | --------------- | --------------- | ----- | ----- | ------ | ------------------- | ------------------- | ------------------- | -------------------------- | -------------------------- | -------------------------- | ----- | ----- | ------ |
| River Plate Argentina | 2.ª             | 2011-12         | 1     | 0     | 0      | 5                   | 0                   | 0                   | -                          | -                          | -                          | 6     | 0     | 0      |
| River Plate Argentina | 1.ª             | 2012-13         | 10    | 1     | 0      | -                   | -                   | -                   | -                          | -                          | -                          | 10    | 1     | 0      |
| River Plate Argentina | 1.ª             | 2013-14         | 14    | 0     | 0      | 1                   | 1                   | 0                   | 5                          | 0                          | 0                          | 20    | 1     | 0      |
| River Plate Argentina | 1.ª             | 2014            | 10    | 1     | 0      | 2                   | 0                   | 0                   | 8                          | 2                          | 0                          | 20    | 3     | 0      |
| River Plate Argentina | 1.ª             | 2015            | 7     | 0     | 1      | 1                   | 0                   | 0                   | 5                          | 0                          | 0                          | 13    | 0     | 1      |
| River Plate Argentina | Total 1.ª etapa | Total 1.ª etapa | 42    | 2     | 1      | 9                   | 1                   | 0                   | 18                         | 2                          | 0                          | 69    | 5     | 1      |
| Real Betis · España | 1.ª             | 2015-16         | 25    | 3     | 1      | 4                   | 0                   | 0                   | -                          | -                          | -                          | 29    | 3     | 1      |
| Real Betis · España | 1.ª             | 2016-17         | 36    | 1     | 0      | 1                   | 0                   | 0                   | -                          | -                          | -                          | 37    | 1     | 0      |
| Real Betis · España | Total 1.ª etapa | Total 1.ª etapa | 61    | 4     | 1      | 5                   | 0                   | 0                   | -                          | -                          | -                          | 66    | 4     | 1      |
| Fiorentina · Italia | 1.ª             | 2017-18         | 34    | 1     | 1      | 1                   | 0                   | 0                   | -                          | -                          | -                          | 35    | 1     | 1      |
| Fiorentina · Italia | 1.ª             | 2018-19         | 32    | 2     | 2      | 3                   | 0                   | 0                   | -                          | -                          | -                          | 35    | 2     | 2      |
| Fiorentina · Italia | 1.ª             | 2019-20         | 33    | 3     | 2      | 1                   | 0                   | 0                   | -                          | -                          | -                          | 34    | 3     | 2      |
| Fiorentina · Italia | 1.ª             | 2020-21         | 32    | 1     | 2      | 1                   | 0                   | 0                   | -                          | -                          | -                          | 33    | 1     | 2      |
| Fiorentina · Italia | 1.ª             | 2021-22         | 0     | 0     | 0      | 1                   | 0                   | 1                   | -                          | -                          | -                          | 1     | 0     | 1      |
| Fiorentina · Italia | Total club      | Total club      | 131   | 7     | 7      | 7                   | 0                   | 1                   | -                          | -                          | -                          | 138   | 7     | 8      |
| Real Betis · España | 1.ª             | 2021-22         | 23    | 1     | 0      | 4                   | 0                   | 0                   | 7                          | 0                          | 0                          | 34    | 1     | 0      |
| Real Betis · España | 1.ª             | 2022-23         | 32    | 0     | 0      | 2                   | 0                   | 0                   | 6                          | 0                          | 1                          | 40    | 0     | 1      |
| Real Betis · España | 1.ª             | 2023-24         | 32    | 1     | 0      | 1                   | 0                   | 0                   | 7                          | 0                          | 0                          | 40    | 1     | 0      |
| Real Betis · España | Total 2.ª etapa | Total 2.ª etapa | 87    | 2     | 0      | 7                   | 0                   | 0                   | 20                         | 0                          | 1                          | 114   | 2     | 1      |
| Real Betis · España | Total club      | Total club      | 148   | 6     | 1      | 12                  | 0                   | 0                   | 20                         | 0                          | 1                          | 180   | 6     | 2      |
| River Plate Argentina | 1.ª             | 2024            | 10    | 0     | 0      | 0                   | 0                   | 0                   | 6                          | 1                          | 0                          | 16    | 1     | 0      |
| River Plate Argentina | 1.ª             | 2025            | 17    | 0     | 0      | 2                   | 0                   | 1                   | 7                          | 0                          | 0                          | 25    | 0     | 1      |
| River Plate Argentina | Total 2.ª etapa | Total 2.ª etapa | 27    | 0     | 0      | 2                   | 0                   | 0                   | 13                         | 1                          | 0                          | 42    | 1     | 1      |
| River Plate Argentina | Total club      | Total club      | 69    | 2     | 1      | 11                  | 1                   | 0                   | 31                         | 3                          | 0                          | 111   | 6     | 2      |
| Total carrera | Total carrera   | Total carrera   | 347   | 15    | 9      | 30                  | 1                   | 1                   | 51                         | 3                          | 0                          | 428   | 19    | 12     |
| (1) La copa nacional se refiere a la Copa Argentina, la Copa de la Liga Profesional, la Copa Campeonato y la Supercopa Internacional. (2) La copa internacional se refiere a la Copa Libertadores, la Copa Sudamericana, la Recopa Sudamericana y la Copa Mundial de Clubes. (3) No incluye datos de partidos amistosos ni categorías inferiores. |                 |                 |       |       |        |                     |                     |                     |                            |                            |                            |       |       |        |

### Selección
| Sub-20 Argentina | 2009  | 6  | 0 | 0 | —  | — | — | — | — | — | — | — | — | 6  | 0 | 0 |
| Sub-20 Argentina | 2010  | 8  | 0 | 0 | —  | — | — | — | — | — | — | — | — | 8  | 0 | 0 |
| Sub-20 Argentina | 2011  | —  | — | — | 8  | 0 | 0 | 3 | 0 | 0 | — | — | — | 11 | 0 | 0 |
| Sub-20 Argentina | Total | 14 | 0 | 0 | 8  | 0 | 0 | 3 | 0 | 0 | — | — | — | 25 | 0 | 0 |
| Sub-22 Argentina | 2011  | —  | — | — | 5  | 2 | 0 | — | — | — | — | — | — | 5  | 2 | 0 |
| Sub-22 Argentina | Total | —  | — | — | 5  | 2 | 0 | — | — | — | — | — | — | 5  | 2 | 0 |
| Absoluta Argentina | 2017  | 2  | 0 | 0 | —  | — | — | — | — | — | — | — | — | 2  | 0 | 0 |
| Absoluta Argentina | 2018  | 4  | 1 | 0 | —  | — | — | — | — | — | — | — | — | 4  | 1 | 0 |
| Absoluta Argentina | 2019  | 4  | 1 | 0 | 6  | 0 | 0 | — | — | — | — | — | — | 10 | 1 | 0 |
| Absoluta Argentina | 2021  | —  | — | — | 10 | 0 | 0 | — | — | — | — | — | — | 10 | 0 | 0 |
| Absoluta Argentina | 2022  | 3  | 0 | 0 | 2  | 0 | 0 | 3 | 0 | 0 | 1 | 0 | 0 | 9  | 0 | 0 |
| Absoluta Argentina | 2023  | 3  | 1 | 0 | 1  | 0 | 0 | — | — | — | — | — | — | 4  | 1 | 0 |
| Absoluta Argentina | 2024  | 1  | 0 | 0 | 1  | 0 | 0 | — | — | — | — | — | — | 2  | 0 | 0 |
| Absoluta Argentina | Total | 17 | 3 | 0 | 20 | 0 | 0 | 3 | 0 | 0 | 1 | 0 | 0 | 41 | 3 | 0 |
| Total | Total | 31 | 3 | 0 | 33 | 2 | 0 | 6 | 0 | 0 | 1 | 0 | 0 | 71 | 5 | 0 |
| (1) Incluye los partidos del Torneo Esperanzas de Toulon (2009). (2) Incluye los partidos del Sudamericano Sub-20 (2011); Juegos Panamericanos (2011); Copa América / Clasificatorias Sudamericanas (2017-Act.). |       |    |   |   |    |   |   |   |   |   |   |   |   |    |   |   |

## Palmarés y distinciones individuales

### Campeonatos nacionales
| Título           | Equipo      | País      | Año      |
| ---------------- | ----------- | --------- | -------- |
| Primera División | River Plate | Argentina | F - 2014 |
| Copa Campeonato  | River Plate | Argentina | 2014     |
| Copa del Rey     | Real Betis  | España    | 2022     |

### Campeonatos internacionales
| Título                          | Equipo                 | Sede           | Año  |
| ------------------------------- | ---------------------- | -------------- | ---- |
| Copa Sudamericana               | River Plate            | Buenos Aires   | 2014 |
| Recopa Sudamericana             | River Plate            | Buenos Aires   | 2015 |
| Copa Libertadores de América    | River Plate            | Buenos Aires   | 2015 |
| Copa América                    | Selección de Argentina | Brasil         | 2021 |
| Copa de Campeones Conmebol-UEFA | Selección de Argentina | Londres        | 2022 |
| Copa Mundial de Fútbol          | Selección de Argentina | Catar          | 2022 |
| Copa América                    | Selección de Argentina | Estados Unidos | 2024 |